# 幸村未鈴
幸村 未鈴（ゆきむら みすず、1986年10月14日 - ）は、日本の女優、タレント、グラビアアイドル。

## 来歴
2018年ごろからABEMA『チャンスの時間』にギャラ飲み女子として出演し著名となる。
2021年3月31日配信分では番組4周年を記念し再出演。不動産会社社長と結婚、母となっていたことが明かされた。

## 出演

### TV・WEB番組
- お〜でぃえんすV(テレビ埼玉 2015)ライブ出演
- 為近あんなのボナスタジアム（マイスマTV 2015）ゲスト出演
- アイドルピット(YAMADA動画　2015)隔週月曜日レギュラー
- アイドルピット「きゅるきゅるランキング」（北参道放送局・ニコ生・YouTube連動 2015）レギュラー
- シロウト女子のえびす裁判（MGSシアター　司会 蛭子能収　2016）#4〜8
- 山里と100人の美女 真夏の女子会 大告白SP(TBSテレビ 司会山里亮太 2016)
- ニコジョッキー「学力テスト」(ニコ生、AbemaTV、fc2 2016)ゲスト出演
- ぷるるんトラベラー#35(サンテレビ 2016)
- 山里と100人の美女 福女＆ダメ女だらけの新年会SP(TBSテレビ 司会山里亮太2017)
- スポ1TV (ワロップTV ニコ生同時放送2017)野球大好き女子 ゲスト出演
- ラッピー×ワッピー(読売テレビ TOKYO MX)ゲスト出演
- スポ1TV 野球大好きタレント☆全部のせ(ワロップTV ニコ生同時放送2017)巨人ファン代表ゲスト出演
- タカトシのバライティーだろうがっ！(AbemaTV 2017)
- ニコジョッキー「水着でドンっ！」(ニコ生 Abema連動 2017)
- チャンスの時間 ギャラ飲み女子対決（AbemaTV 2018）
- チャンスの時間　幸村未鈴の婚活恋愛リアリティ（AbemaTV 2018）
- チャンスの時間　幸村未鈴の婚活恋愛リアリティSEASON２（AbemaTV 2018）
- ナレーター有吉（テレビ朝日）
- ももクロChan（テレビ朝日）
- チャンスの時間 Yukimura SKY (AbemaTV 2018)
- リンカーン芸人大運動会(TBS 2018)
- チャンスの時間 ギャラ飲み対決SP!(AbemaTV 2019)

### 映画
- 教科書にないッ!（2016　佐々木証太監督） セーラ役
- 土竜の唄〜香港狂騒曲〜（2016 三池崇史監督） 香港水着美女ダンサー役
- 新宿スワン2（2017 園子温監督） キャバ嬢役
- 3月のライオン（2017 大友啓史監督） クラブホステス役
- 星降る夜のペット（2017 仁同正明監督） モデル役
- HiGH＆LOW THE MOVIE 2/END THE SKY（2017 久保茂昭監督） ヘブンスホステス役
- リベンジgirl(2017)元ミスコンモデル審査員
- OUTSIDER(2018)街娼役
- Ant Lion(2018)美女役
- ギャングース(2018 入江悠監督)水着美女役

### ドラマ
- 夜カフェ(東京MX2016)
- ファイナルファンタジーXIV 光のお父さん（MBS TBS Netflix他 2017） レギュラー OL役
- 定年女子(BSNHKプレミアム　2017)
- コウノドリ(TBS 2017) 妊婦役
- 逆転人生～母は強し！二度の雪崩からの奇跡の生還！(NHK総合 2019)主演 小松志保役
- 歌舞伎町弁護人 凛花(BSテレ東 2019)3話 4話 ゲスト吉田有紀役

### 舞台
- ファイヤーガイズド公演vol.5「オサエロ」(2016)ヒロイン 沢口夏子役
- 舞台「BIOHAZARD the Experience」(2017 ZEPP六本木ブルーシアター 新神戸オリエンタル劇場)
- 舞台「想い出パレット」(2017)姉役
- 舞台「龍馬とryoma」(2018 座高円寺2)藤原信子役、おゆき役

### DVDシネマ
- 東京女子刑務所　チャプター3　エリア0(2016　越坂康史監督)一堂かずえ役
- サマーオーシャン！  (2016) 笹塚真由役
- 潜入捜査官〜妖しき罠〜(2017年 仁同正明監督)アヤネ役
- CATCH キャッチ (2018年 越坂康史監督)池之端ゆり役

### 広告
- dazzy gift　CHOUDAI dazzy （2016　ショートムービー） ナナセ役
- ボクシングジム エスジム WEBモデル (2016)
- メットライフ生命保険　企業インナームービー「Heart to Heart」カップル役 (2016)
- たかの友梨 スイスゼリー インフォマーシャル イメージモデル (2016)
- ソフトバンク「Yahoo!モバイル」TVCM (2016)
- 箱根 ホテル天成園、箱根 ホテル南風荘 WEBモデル (2016)
- スクウェア・エニックス 「星のドラゴンクエスト」TVCM WEB その他オール媒体 (2016)
- 三菱地所・サイモン株式会社「プレミアム・アウトレット」WEB CM  店員役 (2016)
- オリックス自動車 「Ever Drive」WEBムービー ポスター カタログ チラシ等 夫婦役 (2017)
- 国土交通省 災害防止動画 母親役(2017)
- センチュリー21 VP 吉田彩子役(2018)

### 音楽
- ソロ、デュオ、ユニット等でライブ活動。オリジナル曲の作詞担当
- ダンス＆ボーカルユニット「アイドルピット3期生」(2015)

### ラジオ
- 今夜もまた金曜日 あぃちぃと乙女達の華金（レインボータウンFM　2014〜2015）パーソナリティ
- ユメルのモナリザラウンジ (TOKYO FM ミュージックバード 2016)ゲスト出演

### ウェブテレビ
- チャンスの時間（2018年5月30日、AbemaTV）[2]

### DVD
- 「妖艶」2017年  オルタナックスソフト
- VR｢apartment Days｣ 2017年ファンタスティカ
- 「混浴気分」オルタナックスソフト 2018年

### 写真集
- ｢Misuzu Yukimura｣1st 2017年

### 雑誌
- EXMAX 2016年12月号
- メンズナックル 2016年9月号
- VANITY MIX (読者モデル　2015年9月号、12月号　2016年6月号、9月号)
- FRIDAYデジタル 2017年8月号
- EXMAXspecial! 2018年5月号
- 週刊SPA!2018年12月25日号

### イベント
- みみまると行こうよ！野球観戦イベント8/22東京ドーム 巨人VS阪神(2015)
- ZAQ THE QUEEN2016 ファーストステージ スチール＆動画 (2016)
- あみゅ博×ミニコレ〜Super Hot Live 2016 Summer〜　水着ファッションショー(2016)
- みみまると行こうよ！野球観戦イベント8/20 東京ドーム 巨人vs阪神(2016)
- 女子プロ野球 埼玉アストライアvs兵庫ディオーネ 浦和市営球場 イベント出演 ものまねプロ野球 マネージャー (2016)
- COLOR MASTERS イメージガール(2016)
- みんなのプロ野球ファンミーティングvol.3 鶴岡一成トークショー Baseball Loversとしてゲスト出演(2016)
- グラビアVR人狼イベント（2018）
- スナックSPA!（2018）
- SPA!グラビアン魂最終選考公開イベント（2018）
- みみまると行こうよ！野球観戦イベント7/29 東京ドーム 巨人vs中日(2018)